# Ikuhiko Hata
Ikuhiko Hata (秦 郁彦, Hata Ikuhiko), né le 12 décembre 1932 à Hōfu, est un historien japonais.

## Biographie
Titulaire d'un doctorat de l'université de Tokyo, il a enseigné l'histoire dans plusieurs universités.
Il est l'auteur de nombreux livres et études sur l'histoire du Japon, y compris sur des sujets controversés comme le massacre de Nankin et les « femmes de réconfort ».
Il a reçu le prix Kan-Kikuchi en 1993.

### Articles
- A Japanese View of the Pacific War, Orient/West, juillet 1962.
- Japan Under the Occupation, The Japan Interpreter, hiver 1976.
- The Postwar Period in Retrospect, Japan Echo, 1984.
- When Ideologues Rewrite History, Japan Echo, hiver 1986.
- Going to War: Who Delayed the Final Note?, Journal of American-East Asian Relations, automn e 1994.